# 비산 (화학)
비산(Arsenic acid)은 화학식 H
3AsO
4을 갖는 화합물이다. 더 기술적으로 쓰면 AsO(OH)3로 명기하며, 이 무색의 산 물질은 인산과 비슷한 비소이다. 비산염과 인산염은 매우 비슷한 행동을 보인다. 비산은 분리된 상태가 아닌, 이온화된 용액에서만 발견된다. 결정 샘플은 100°C에서 물방울과 함께 건조된다.

## 준비
As2O3  +  2 HNO3  +  2 H2O   →   2 H3AsO4  +  N2O3

### 기타 방식
2 As  +  3 H2O  +  5 O3   →   2 H3AsO4  +  5 O2

비산에 3 당량의 수산화 나트륨을 첨가하면, 비산나트륨(NaAsO4)를 형성한다.
H3AsO4 + 3 NaOH ---> Na3AsO4